# Hongjia (20-17 av. J.-C.)
Pour les articles homonymes, voir Hongjia.
L'ère Hongjia, ou Hong-kia (20 av. J.-C. - 17 av. J.-C.) (chinois simplifié : 鸿嘉 ; chinois traditionnel : 鴻嘉 ; pinyin : Hóngjiā ; litt. « grande joie ») est la quatrième ère chinoise de l'empereur Chengdi de la dynastie Han.